# Lejeunea javanica
Lejeunea javanica là một loài Rêu trong họ Lejeuneaceae. Loài này được (Nees) Spruce mô tả khoa học đầu tiên năm 1884.